# Reinier Elizarde

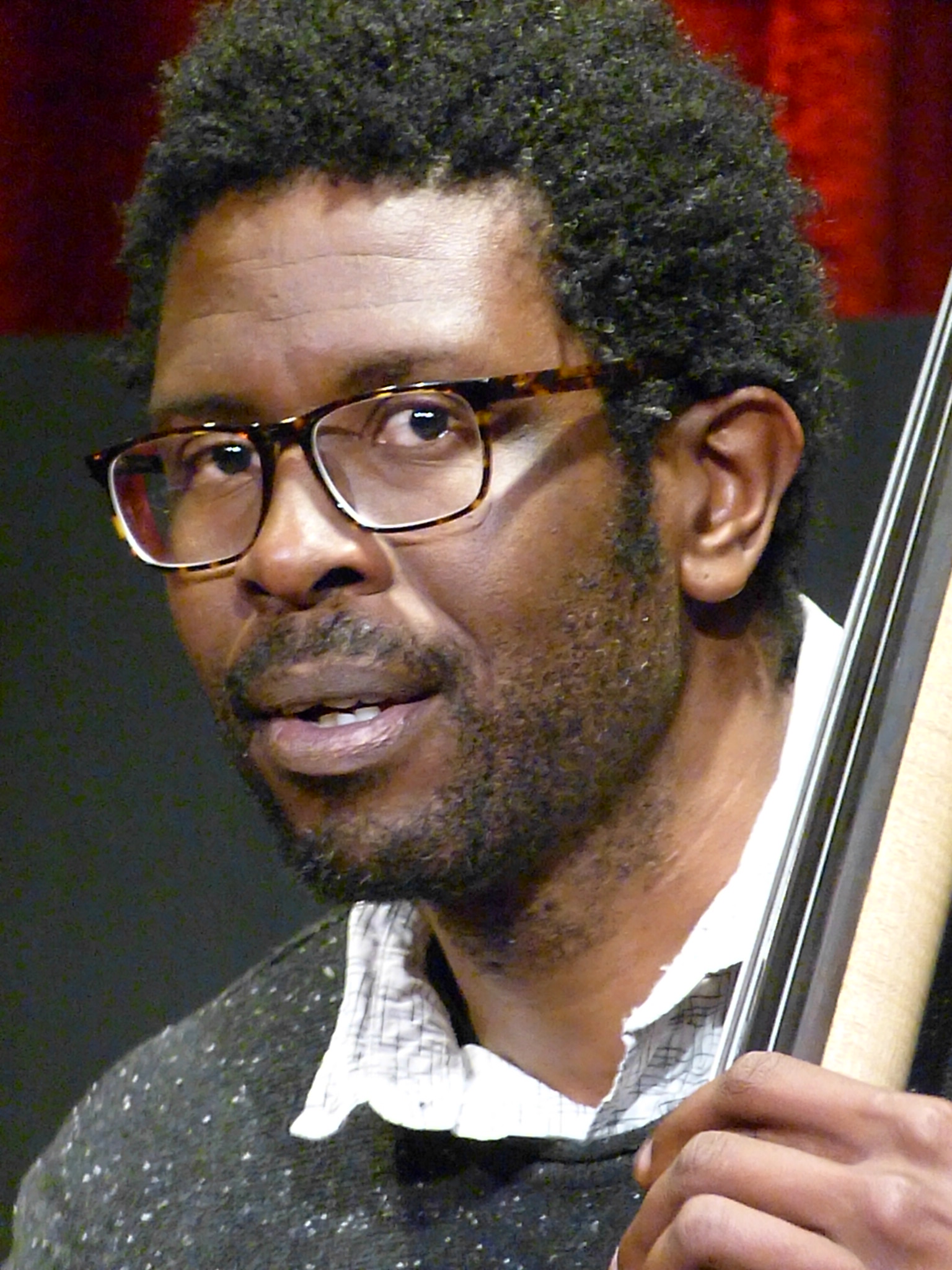
Reinier Elizarde (2019)

Reinier Elizarde „el Negrón“ (* 22. April 1982 in Santa Clara) ist ein kubanischer Jazz- und Unterhaltungsmusiker (Kontrabass, E-Bass).

## Leben und Wirken
Elizarde erhielt zunächst Musikunterricht an der örtlichen Casa de Cultura. Im Alter von 15 Jahren setzte er sein Studium an der Escuela Nacional de Arte fort, die er zwei Jahre lang besuchte. Er begann seine Karriere als professioneller Musiker im Jazz Café, wo er mit den Musikern von Irakere auftrat, und im Zorra y el Cuervo (ebenfalls in Havanna). Im selben Jahr begann er auch, in der Gruppe von Orlando Valle zu spielen; Auftritte auf internationalen Festivals in Europa und Nordamerika schlossen sich an.
Während seines Studiums am Instituto Superior de Arte in Havanna holte ihn Chucho Valdés zur Einspielung seines Albums La Rumba soy yo; Aufnahmen mit David Murray folgten. Vier Jahre lang gehörte er zu César Pedrosos Pupy y Los que Son, Son. Seit 2010 lebt er in Spanien. Dort nahm er mit Marta Sánchez, mit dem Orchestra del Titanic von Serrat & Sabina, mit Román Filiú, mit Albert Vila und mit Iago Fernández auf und gehört zu den Gruppen von Pepe Rivero und Daniel García Diego, mit denen er auch auf Alben dokumentiert ist. Im Trio mit Maikel Vistel und Juanma Barroso entstand beim Label Big Music das Album Trio On, das bei den Cubadisco Awards 2014 in der Kategorie Jazz nominiert wurde. Weiterhin spielte er mit Avishai Cohen, Nasheet Waits, Alfredito Rodríguez, Henry Cole, Paquito D’Rivera, Adam Rogers, Marcus Gilmore, Dado Moroni, Lewis Nash, Jorge Rossy, Jorge Vistel und Juanma Barroso.

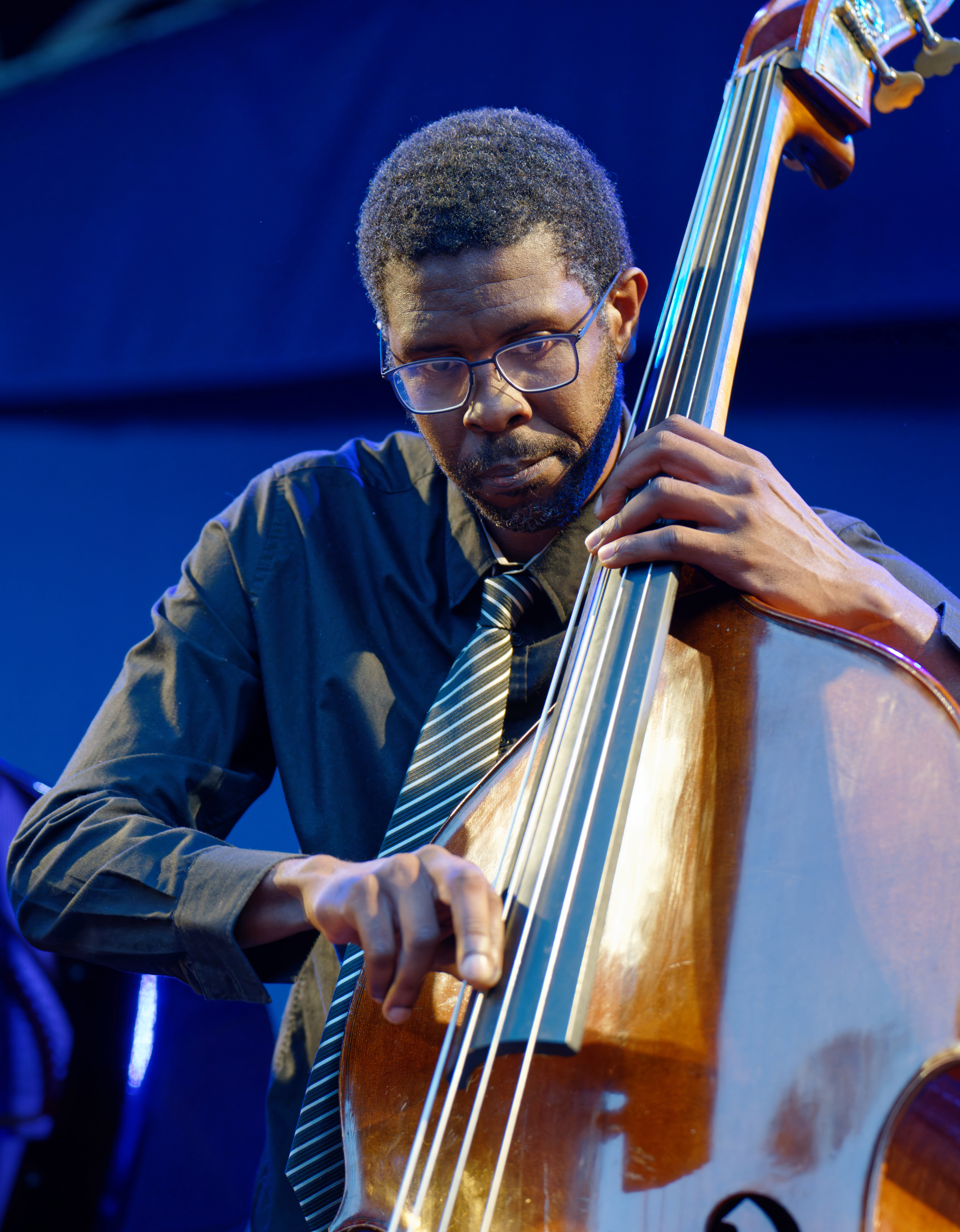
Reinier Elizarde beim Konzert mit dem Daniel García Trio im Palmengarten Frankfurt 2023